# 게노웨이스노랑박쥐
게노웨이스노랑박쥐(Rhogeessa genowaysi)는 애기박쥐과에 속하는 박쥐의 일종이다. 멕시코에서만 발견된다. 서식지 감소로 위협을 받고 있다. 위험한 상태에 있기 때문에 "멸종 제로를 위한 연대(Alliance for Zero Extinction)"에서 멸종이 임박한 종으로 간주하고 있다.

## 분류학
1981년에 수집한 표본을 기초로 1984년에 베이커(Robert J. Baker)가 처음 기재했다. 종소명은 베이커가 "포유류 계통분류학에 탁월한 기여를 한 게노웨이스(Hugh H. Genoways)의 공헌을 인정"하여 부여했다. 7종으로 이루어진 검은날개작은노랑박쥐 복합종의 하나이다. 나머지 6종은 다음과 같다.
- 유카탄노랑박쥐 (Rhogeessa aeneus)
- 허슨노랑박쥐 (Rhogeessa hussoni)
- 토마스노랑박쥐 (Rhogeessa io)
- Rhogeessa parvula
- 검은날개작은노랑박쥐 (Rhogeessa tumida)[3]

근연종은 검은날개작은노랑박쥐이다.